# Вулиця Новий Базар (Полтава)
Ву́лиця Новий Базар — одна із вулиць Полтави, розташована у Шевченківському районі міста. Пролягає від вулиці Шевченка до вулиці Героїв-чорнобильців.
Назву здобула від створеного у 1-й половині XIX століття на вулиці Поштамтській (сучасна В'ячеслава Чорновола) між вулицями Новополтавською та Всесвятською (тепер Шевченка та Героїв-чорнобильців) Нового Базару — додаткова площа території Іллінського ярмарку. Займав площу 4 десятини 303 квадратні сажні. У 1871 році освячено Преображенську церкву (проіснувала до 1961—62 років). У 1872 році торгову площу забруковано каменем.
Тепер Новий базар займає квартал між вулицями Європейською, Шевченка, Героїв-чорнобильців та Новий Базар (вулиця проходить з обох боків від ринку).